# Platysaurus torquatus
Platysaurus torquatus är en ödleart som beskrevs av  Peters 1879. Platysaurus torquatus ingår i släktet Platysaurus och familjen gördelsvansar. IUCN kategoriserar arten globalt som livskraftig. Inga underarter finns listade i Catalogue of Life.